# Tribal Seeds

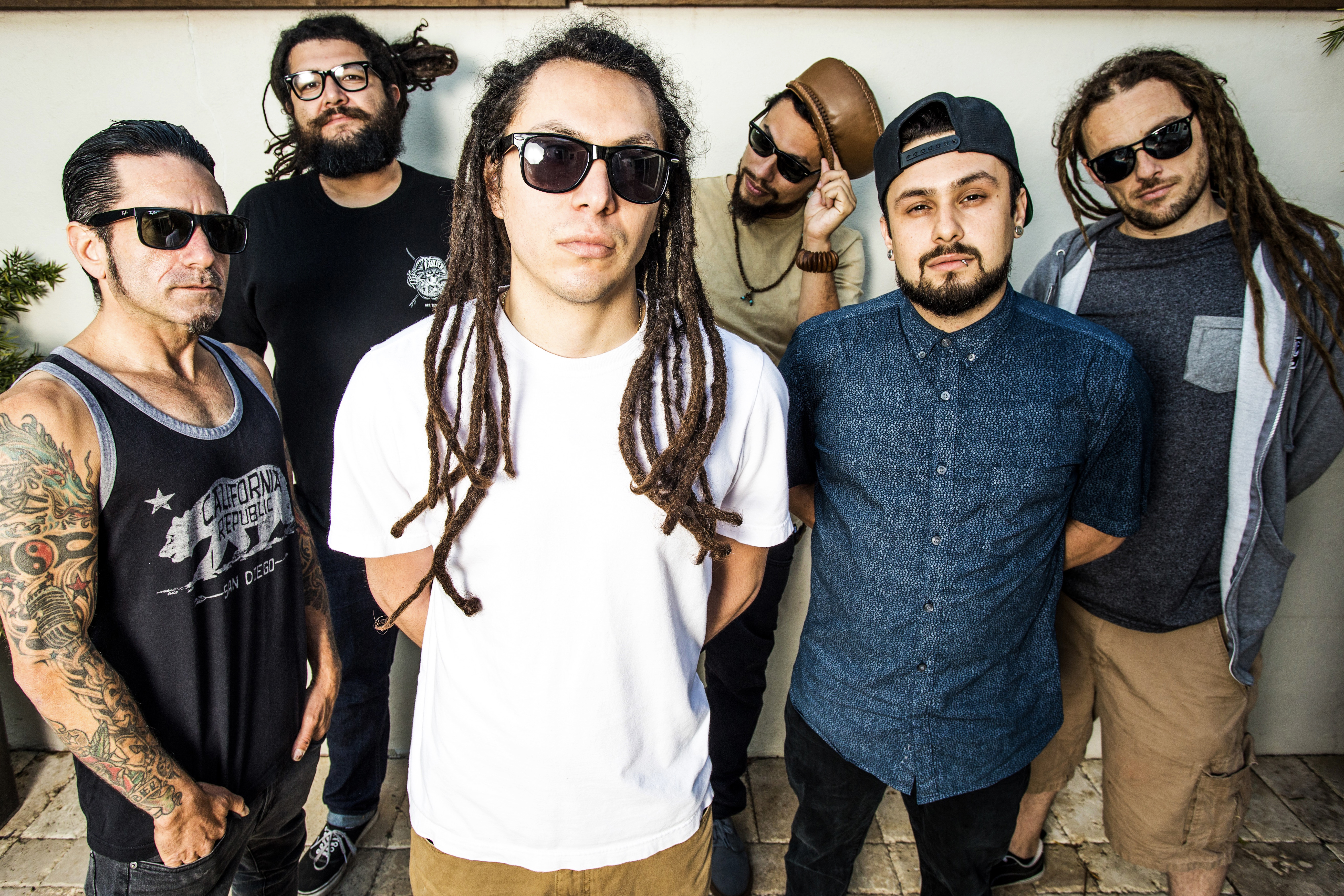
Tribal Seeds (2017).

Tribal Seeds est un groupe de reggae originaire de San Diego en Californie. Les membres actuels du groupe sont Steven Rene Jacobo (chanteur), Tony-Ray Jacobo (claviers / chant / production), Victor Navarro (guitare basse), Carlos Verdugo (batterie), E.N Young (claviers / chant) et Ryan Gonzo (guitare / chant). Ils ont fait des tournées aux États-Unis, au Mexique, en Aruba, au Guam et sont montés sur scène avec des groupes tels que Atmosphere, Slightly Stoopid, MGMT, Matisyahu, The Wailers, SOJA et Rebelution.

## Biographie
Le groupe Californien Tribal Seeds est devenu célèbre grâce à son style mélangeant le root reggae à la musique rock. À l'origine créé par deux frères : Steven Rene Jacobo (parolier, chanteur et guitariste) et Tony-Ray Jacobo (producteur, pianiste et chanteur), Tribal Seeds est maintenant composé de six membres, les quatre nouveaux membres étant Carlos Verdugo (batteur), Victor Navarro (bassiste), E.N. Young (pianiste, chanteur) et Ryan Gonzo (guitariste, chanteur).
Le groupe fait ses débuts en sortant successivement les albums Tribal Seeds en 2008 puis The Harvest en juin 2009. Les deux albums ont été nommés meilleurs albums reggae de l'année par iTunes. Ces premiers albums leur ont permis d'obtenir le titre de « meilleure musique du monde » délivré au San Diego Music Awards en 2008. De plus, l'album The Harvest, qui contient quatorze musiques composées par le groupe, est arrivé 5ème du Billboard Reggae Charts à sa sortie.
En 2011, Tribal Seeds sort un extended play (EP) intitulé Soundwaves qui a occupé la 2nde place du Billboard Reggae Charts. Cet album a été inspiré par les expériences vécues par les membres du groupe pendant les tournées mais aussi par leur désir d'inciter les jeunes à élever leurs voix et chercher un niveau de conscience plus élevé.
Le 13 mai 2014, Tribal Seeds sort son 4ème album : Representing. À sa sortie, l'album est 1er du Billboard Reggae Charts et des classements musicaux d'iTunes et d'Amazo (114 du Top Billboard 200). 'Representing' contient douze morceaux originaux. Des artistes extérieurs au groupe sont invités pour sa réalisation : Don Carlos, Michael Rose, Kyle McDonald (Slightly Stoopid), Vaughn Benjamin (Midnite), New Kingston et son groupe, Maad T-Ray et le guitariste de Gonzo.

## Discographie
| Année | Album                 | Label                  |
| ----- | --------------------- | ---------------------- |
| 2005  | Youth Rebellion (LP)  | Indépendant            |
| 2008  | Tribal Seeds (LP)     | Indépendant            |
| 2009  | The Harvest (LP)      | Indépendant            |
| 2011  | In Your Eyes (Single) | Indépendant            |
| 2011  | Soundwaves (EP)       | Indépendant            |
| 2011  | Run The Show (Single) | Indépendant            |
| 2012  | Night & Day (Single)  | Indépendant            |
| 2014  | Representing (LP)     | Indépendant            |
| 2016  | Surrender (Single)    | Indépendant            |
| 2017  | Rude Girl (Single)    | Indépendant            |
| 2017  | Roots Party (EP)      | Indépendant            |
| 2018  | Roots Party (LP)      | Pacific Music Compagny |

## Composition du groupe
- Steven René Jacobo - chant, guitare
- Tony-Ray Jacobo - claviers, chant, producteur
- Carlos Verdugo - batterie
- Victor Navarro - guitare basse
- E. N Young - claviers, chant
- Ryan Gonzo - guitare, voix

## Galerie

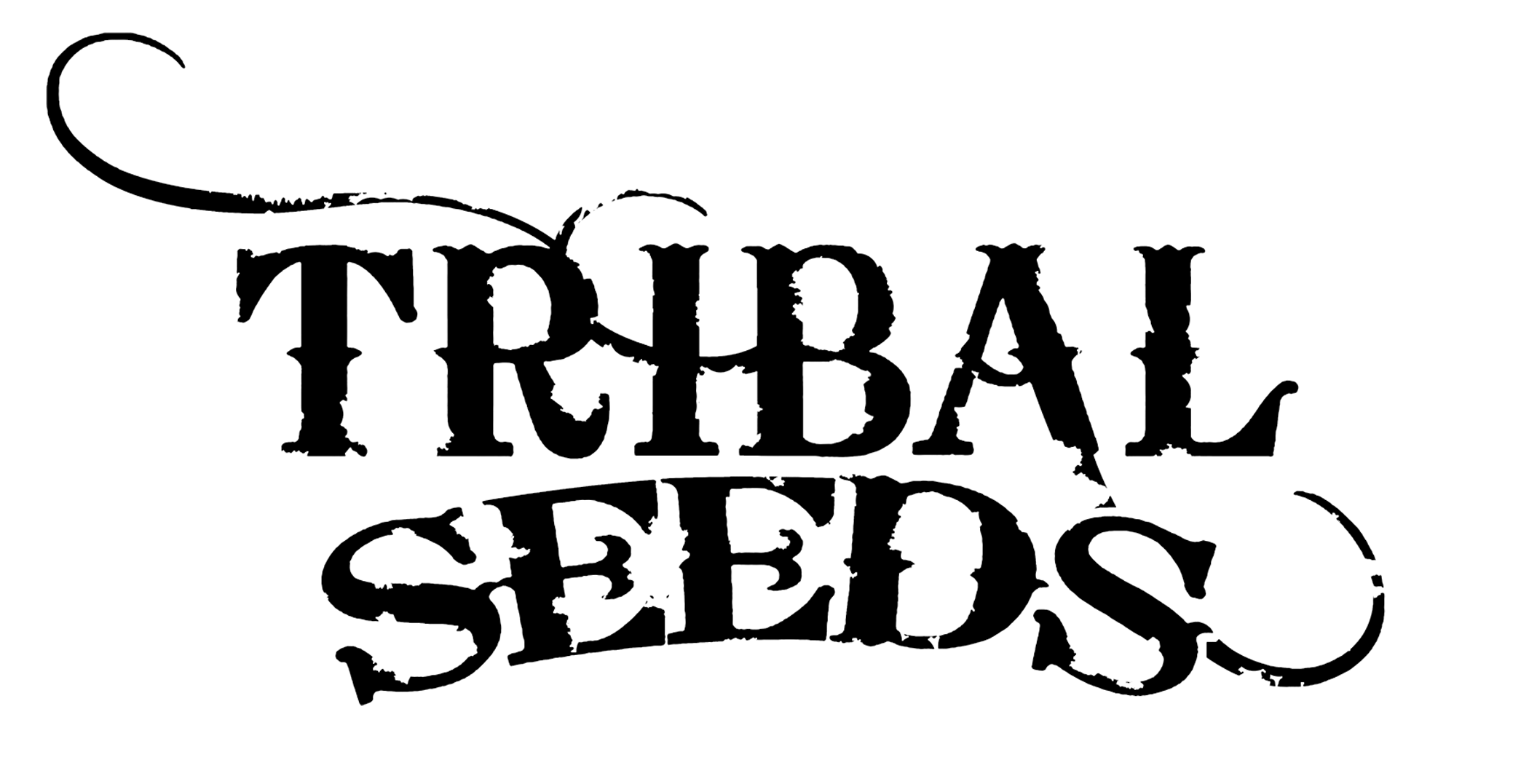
Logo